# Frank Kirchbach

Frank Kirchbach

Frank Kirchbach (* 2. Juni 1859 in London; † 19. März 1912 bei Schliersee) war ein deutscher Historien-, Porträt-, Genre- und Landschaftsmaler, der sich zudem als Grafiker und Illustrator betätigte.

## Leben
Kirchbachs Vater war der Historienmaler Ernst Kirchbach, sein Sohn der Graphiker Gottfried Kirchbach. Frank Kirchbach empfing seine erste Ausbildung an der Dresdner Akademie, wurde 1878 Schüler der Münchner Akademie, stellte erstmals 1881 in München und Berlin aus und errang 1882 mit seinem Gemälde „Herzog Christoph der Kämpfer an der Leiche des letzten Abensbergers“ den 1. Preis für Komposition. 1882 bereiste er Italien, 1883 Frankreich und England. 1882/83 beteiligte er sich an der Ausmalung des Schlosses Drachenburg in der Nähe von Bonn mit einem Nibelungenzyklus, dessen Hauptbild, „Der Streit der Königinnen“ von ihm stammt. Er studierte dann in Paris, wo er sich bei Mihály Munkácsy weiterbildete und das große Gemälde „Ganymed“ schuf. 1884/86 entstand in München das Kolossalgemälde „Christus vertreibt die Wechsler aus dem Tempel“. Beschäftigt war er aber hauptsächlich mit Illustrationen, so etwa zu Werken Goethes und Paul Heyses ebenso wie zu Gullivers Reisen von Swift, Bulwers Die letzten Tage von Pompeji und verschiedener Jugendliteratur. 1889 wurde er als Leiter der Mal- und Komponierschule an das Städel’sche Institut nach Frankfurt am Main berufen, wo er sieben Jahre wirkte, um 1896 nach München als Lehrer für Aktzeichnen an der Münchner Akademie zurückzukehren. Zu seinen Schülern zählte der Maler Raffael Schuster-Woldan. In seinen letzten Jahren malte er hauptsächlich Porträts.

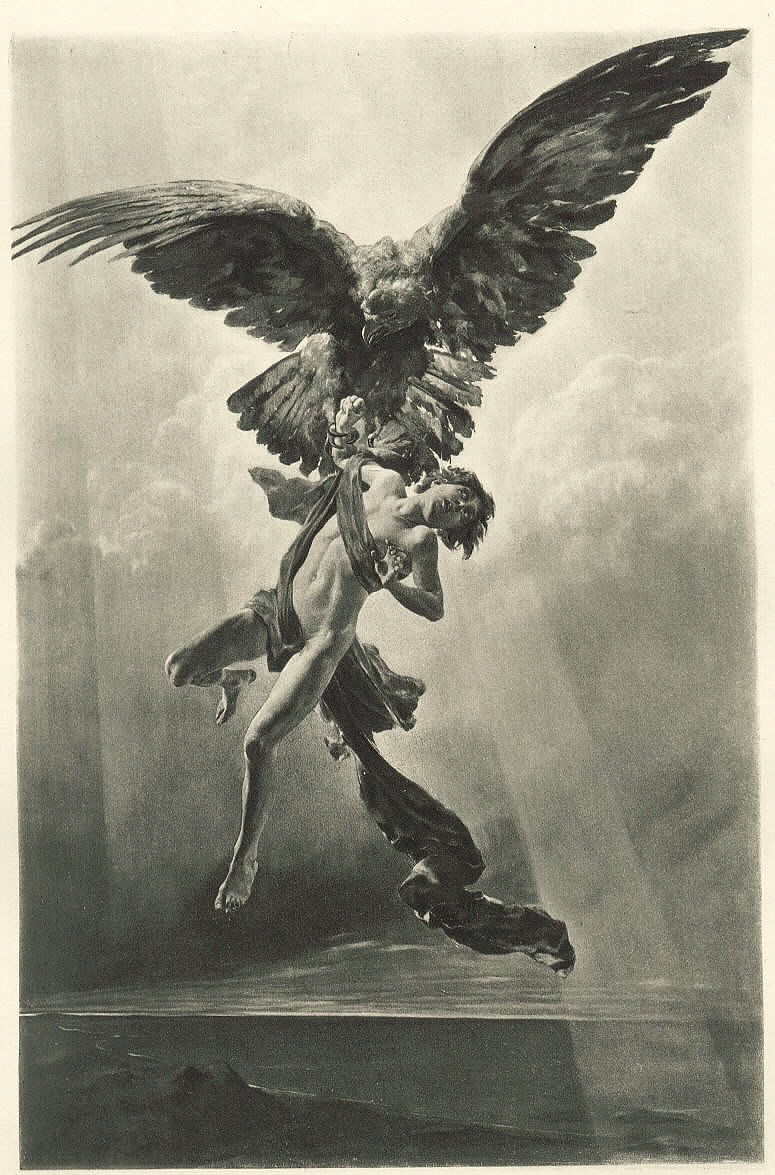
Frank Kirchbach, Ganymed
Illustration von Frank Kirchbach zu Goethes „Prometheus“